# Coupe des Pays-Bas de football 2002-2003
Navigation
Édition précédente Édition suivante

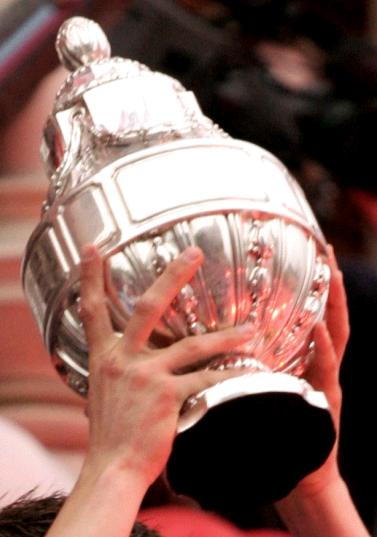
Coupe des Pays-Bas de Football

La Coupe des Pays-Bas de football 2002-2003, nommée la KNVB beker, est la 85e édition de la Coupe des Pays-Bas. La finale se joue le 1er juin 2003 au stade De Kuip à Rotterdam.
Le club vainqueur de la coupe est qualifié pour le premier tour de la Coupe UEFA 2003-2004.

## Finale
Le FC Utrecht gagne la finale contre le Feyenoord Rotterdam et remporte son deuxième titre. La rencontre s'achève sur le score de 4 à 1. Utrecht qui termine 8e dans le championnat bat Feyenoord (3e du championnat) sur son terrain, les deux clubs sont ainsi qualifiés pour la Coupe de l'UEFA.